# Tsuyoshi Ogashiwa
Tsuyoshi Ogashiwa (jap. 小柏 剛, Ogashiwa Tsuyoshi; * 9. Juli 1998 in der Präfektur Gunma) ist ein japanischer Fußballspieler.

## Karriere
Tsuyoshi Ogashiwa erlernte das Fußballspielen in Jugendmannschaft von Ōmiya Ardija sowie in der Universitätsmannschaft der Meiji-Universität. Von Juli 2020 bis Saisonende wurde er an Hokkaido Consadole Sapporo ausgeliehen. Der Verein aus Sapporo spielte in der ersten Liga des Landes, der J1 League. Sein Erstligadebüt gab er am 25. August 2020 im Heimspiel gegen Kawasaki Frontale. Hier wurde er nach der Halbzeit für Jay Bothroyd eingewechselt. Nach der Ausleihe wurde er Anfang 2021 fest verpflichtet. Nach insgesamt 65 Ligaspielen, in denen er 15 Tore erzielte, wechselte er im Januar 2024 zum ebenfalls in der ersten Liga spielenden FC Tokyo.